# Rodrigo Quiroga
Rodrigo Daniel Quiroga (ur. 23 marca 1987 w San Juan) – argentyński siatkarz, grający na pozycji przyjmującego, reprezentant Argentyny.
Jest bratankiem byłego reprezentanta Argentyny Raúla Quirogi, brązowego medalisty Igrzysk Olimpijskich w Seulu w siatkówce. Jego brat Gonzalo, również jest siatkarzem.

## Sukcesy klubowe
Mistrzostwo Argentyny:
- 2006
- 2019

Mistrzostwo Grecji:
- 2011

Puchar Turcji:
- 2012

Mistrzostwo Turcji:
- 2012

Klubowe Mistrzostwa Ameryki Południowej:
- 2013
- 2019

Puchar ACLAV:
- 2019

Puchar Niemiec:
- 2021

## Sukcesy reprezentacyjne
Mistrzostwa Ameryki Południowej:
- 2007, 2011, 2013, 2015

Memoriał Huberta Jerzego Wagnera:
- 2012

Igrzyska Panamerykańskie:
- 2015

## Nagrody indywidualne
- 2013: Najlepszy przyjmujący Klubowych Mistrzostw Ameryki Południowej
- 2013: Najlepszy przyjmujący Mistrzostw Ameryki Południowej
- 2015: Najlepszy przyjmujący Mistrzostw Ameryki Południowej